# Maderakka
Maderakka, d'acord amb la mitologia finesa i el xamanisme sami, fou la primera akka (esperit femení), mare de la tribu i la deessa de les dones i els nens. Ella és la responsable de donar-li cos als humans. Les dones li pertanyen, els nois també, fins que són considerats homes.
Maderakka va tenir tres filles:
- Sarakka: la dea de la fertilitat, la menstruació, l'amor, la sexualitat, l'embaràs i el part.[1]
- Juksakka: la protectora dels nens.
- Uksakka: l'encarregada de donar forma als fetus al ventre de la mare i d'assignar-los el sexe.

Avui en dia, Maderakka és popular entre les feministes sami, amb organitzacions anomenades en el seu honor o en el de les seves filles.